# Germano Maccari
Germano Maccari (Roma, 16 aprile 1953 – Roma, 25 agosto 2001) è stato un brigatista italiano.

## Biografia
Nato a Roma nel popolare quartiere Prenestino, di professione incisore, Maccari si avvicinò al mondo della politica ai tempi delle scuole superiori (liceo scientifico "Francesco d'Assisi" di Centocelle), partecipando al Movimento Studentesco. Aderì successivamente a Potere Operaio, dove svolse servizio d'ordine, decidendo di partecipare alle prime azioni di lotta armata. Fu proprio Germano Maccari, conosciuto come "Gulliver", ad eseguire il primo ferimento alle gambe della storia della lotta armata italiana, colpendo nel 1973 un caporeparto della fabbrica di elettronica FATME e sindacalista della CISNAL (sindacato politicamente vicino al Movimento Sociale Italiano, antenato dell'UGL).
Amico e compagno di Valerio Morucci, Adriana Faranda e Bruno Seghetti, con questi militanti costituì il LAPP (Lotta Armata Potere Proletario), gruppo che confluirà, nel 1976, nelle Brigate Rosse. Dopo molte esitazioni, Maccari infine decise, sollecitato in questo senso da Seghetti e Morucci, di entrare nelle Brigate Rosse nell'estate del 1977.
Freddo, risoluto e militarmente esperto, Germano Maccari era ritenuto, nell'ambiente dell'estremismo romano e delle Brigate Rosse, un militante affidabile e capace, tra i migliori della colonna romana. Il suo amico Valerio Morucci, principale dirigente logistico-militare della colonna di Roma, lo ritenne quindi idoneo ad occupare e gestire la base di via Montalcini 8, con l'identità fittizia di "ingegner Luigi Altobelli".
Nel 1978 è tra coloro che partecipano al sequestro di Aldo Moro. Maccari, non condividendo la decisione dell'uccisione del presidente, si allontana dall'organizzazione terroristica dopo il tragico epilogo della vicenda.
Arrestato una prima volta nel 1982 per partecipazione a banda armata, nel febbraio del 1986 viene condannato a quattro anni di reclusione per la sua attività nell'ambito delle FAC (Formazioni Armate Comuniste).
Scontata la pena, nell'ottobre del 1993 Maccari viene nuovamente arrestato, sospettato di essere il sedicente ing. Altobelli, il "quarto uomo" del covo di via Montalcini 8 dove Aldo Moro fu tenuto prigioniero per 55 giorni. Contro di lui c'è la testimonianza di Adriana Faranda, che lo accusa anche di essere stato, unitamente a Mario Moretti, l'autore materiale dell'omicidio dello statista democristiano. Maccari inizialmente nega con forza ogni accusa. Dopo due anni di carcere preventivo, torna in libertà per decorrenza dei termini. 
Durante il processo di primo grado (c.d. Moro-quinquies), nell'udienza del 19 giugno 1996 Maccari ammette a sorpresa di essere lui il "quarto uomo" nascosto dietro la falsa identità dell'ing. Altobelli, e quindi di essere stato uno dei carcerieri di Moro. Nega però con decisione di aver sparato al presidente della DC, pur confermando la sua presenza nel garage di via Montalcini nel momento in cui Moro venne ucciso da Mario Moretti. Il 16 luglio 1996 la sentenza della corte d'assise condanna per concorso nel sequestro e nell'omicidio di Aldo Moro e nell'eccidio della scorta Raimondo Etro a ventiquattro anni e sei mesi e Germano Maccari all'ergastolo. Il 19 giugno 1997 la corte d'assise d'appello riduceva a trent'anni la condanna per Maccari; confermava quella per Etro a ventiquattro anni e sei mesi. Il 21 maggio 1998 la prima sezione penale della corte di cassazione annulla la sentenza d'appello, ordinando il ricalcolo della pena per gli imputati. Il 28 ottobre 1998, nel processo d'appello bis, la prima corte d'assise d'appello di Roma condannava Raimondo Etro a vent'anni e sei mesi e Germano Maccari a ventisei anni, riducendo le condanne precedenti.
La sera del 25 agosto 2001 Maccari muore all'età di 48 anni per la rottura di un aneurisma cerebrale nel carcere di Rebibbia, dove stava scontando la pena.